# Конильяро, Билли
Уильям Майкл Конильяро (англ. William Michael Conigliaro; 15 августа 1947, Ревир, Массачусетс — 10 февраля 2021, Беверли, там же) — американский бейсболист, аутфилдер. Выступал в Главной лиге бейсбола с 1969 по 1973 год. Победитель Мировой серии 1973 года в составе клуба «Окленд Атлетикс». Младший брат бейсболиста Тони Конильяро.

## Биография

### Ранние годы и начало карьеры
Билли Конильяро родился 15 августа 1947 года в Ревире в штате Массачусетс. Второй из трёх сыновей в семье, его брат Тони также был профессиональным бейсболистом. Их дядя Винни Мартелли руководил детской лигой в Ревире, поэтому они рано начали играть в бейсбол. Конильяро окончил старшую школу в городе Свомпскотт, был одним из лучших отбивающих её команды и сыграл несколько ноу-хиттеров.
В июне 1965 года он был задрафтован клубом «Бостон Ред Сокс» в первом раунде под общим пятым номером. Профессиональную карьеру он начал на позиции аутфилдера в составе фарм-команды «Уотерлу Хокс» в Лиге Среднего Запада. Дебютный сезон Конильяро завершил с показателем отбивания 27,2 % и пятью хоум-ранами. В 1966 году он выступал за «Питтфилд Ред Сокс» и «Уинстон-Сейлем Ред Сокс». Сезон 1967 года был пропущен почти целиком из-за прохождения военной службы.

### Бостон Ред Сокс
В феврале 1968 года оба брата Конильяро одновременно подписали новые контракты с «Бостоном». После этого Тони пропустил сезон по медицинским показаниям, а Билли провёл его в составе «Питтфилда». Весной 1969 года он был включён в основной состав «Ред Сокс» и дебютировал в Главной лиге бейсбола. В чемпионате он сыграл в 31 матче, отбивая с эффективностью 28,8 %.
Сезон 1970 года стал для Конильяро первым полным в составе «Бостона». Поначалу он выступал в роли запасного, подменяя кого-либо из трио аутфилдеров в случае травм, а затем, после перевода Карла Ястремски на первую базу, стал одним из основных игроков. В 114 сыгранных матчах он отбивал с показателем 27,1 %, выбил 18 хоум-ранов. В 1971 году Тони из-за ухудшившегося зрения покинул «Ред Сокс», после чего он обвинил в этом нескольких ветеранов клуба. Позднее Конильяро принёс официальные извинения Ястремски и Реджи Смиту, но этот сезон стал для него последним в «Бостоне».

### Победа в Мировой серии
В апреле 1972 года Конильяро обменяли в «Милуоки Брюэрс». В новой команде он не получал много игрового времени, в 52 проведённых матчах его показатель отбивания составил 23,0 %, он набрал 16 RBI. В июне он объявил, что решил завершить карьеру. Оставшуюся часть года Конильяро провёл в Массачусетсе, принимая участие в управлении семейным бизнесом в городе Нахант.
В ноябре 1972 года он заговорил о желании вернуться на поле. К тому времени права на него были обменяны в клуб «Окленд Атлетикс». Официально его статус игрока Главной лиги бейсбола был восстановлен в феврале 1973 года, после чего Конильяро мог приступить к тренировкам. Весной на сборах он закрепился на позиции стартового центрфилдера. Часть сезона он пропустил из-за травмы колена, отбивал с эффективностью всего 20,0 %, но отлично показал себя в защите, не допустив ни одной ошибки. В Мировой серии, которую «Окленд» выиграл у «Балтимора», Конильяро сыграл в трёх матчах. После завершения сезона он перенёс операцию на колене, после чего был отчислен из команды.

### После завершения карьеры
Покинув Окленд, Конильяро ещё несколько раз пытался продолжить выступать в младших лигах, но без особого успеха. Некоторое время он вместе с братом управлял рестораном в Провиденсе, затем открыл магазин фотоаппаратуры в Рокпорте, занимался ремонтом и перепродажей домов. В 1982 году Тони Конильяро перенёс сердечный приступ, после чего он в течение семи лет ухаживал за тяжело больным братом.
Билли Конильяро скончался 10 февраля 2021 года в Беверли в штате Массачусетс в возрасте 73 лет.